# Gdzie jest mysz?
Gdzie jest mysz? (ang. Where is Warehouse Mouse?) – serial krótkometrażowy produkcji amerykańskiej, który swoją premierę w Polsce miał 18 czerwca 2011 roku na kanale Disney Junior.

## Opis fabuły
Serial opowiada o losach myszy z Warsztatu Wyobraźni.

## Spis odcinków
| Premiera odcinka | Nr | Polski tytuł | Angielski tytuł   |
| ---------------- | -- | ------------ | ----------------- |
|                  |    |              |                   |
| SERIA PIERWSZA   |    |              |                   |
|                  |    |              |                   |
|                  | 01 | Kukułka      | Clock Shock       |
|                  |    |              |                   |
|                  | 02 | Hamak        | Hammock Time      |
|                  |    |              |                   |
|                  | 03 | Banan        | Going Bananas     |
|                  |    |              |                   |
|                  | 04 | Truskawka    | Fly Away          |
|                  |    |              |                   |
|                  | 05 | Balon        | Balloon           |
|                  |    |              |                   |
|                  | 06 | Prezent      | Big Cheese        |
|                  |    |              |                   |
|                  | 07 | Recykling    | Can Can’t         |
|                  |    |              |                   |
|                  | 08 |              | Stuck On Me       |
|                  |    |              |                   |
|                  | 09 | Smitty       | Picture Problem   |
|                  |    |              |                   |
|                  | 10 | Wakacje      | Going on Vacation |
|                  |    |              |                   |